# 안테 코비치
안테 코비치(영어: Ante Covic, 크로아티아어: Ante Čović 안테 초비치, 1975년 6월 13일 ~ )는 오스트레일리아의 전직 축구 선수이자 축구 지도자이다. 선수 시절 포지션은 골키퍼였으며, 현재 오스트레일리아의 뱅크스타운 시티 FC (여자)에서 감독을 맡고 있다.